# Amata nigricauda
Amata nigricauda är en fjärilsart som beskrevs av Mijake 1907. Amata nigricauda ingår i släktet Amata och familjen björnspinnare. Inga underarter finns listade i Catalogue of Life.